# Lironville
Lironville est une commune française située dans le département de Meurthe-et-Moselle, en région Grand Est.

## Géographie
Village à 55 km de Nancy, 25 km de Toul et 12 de Thiaucourt.

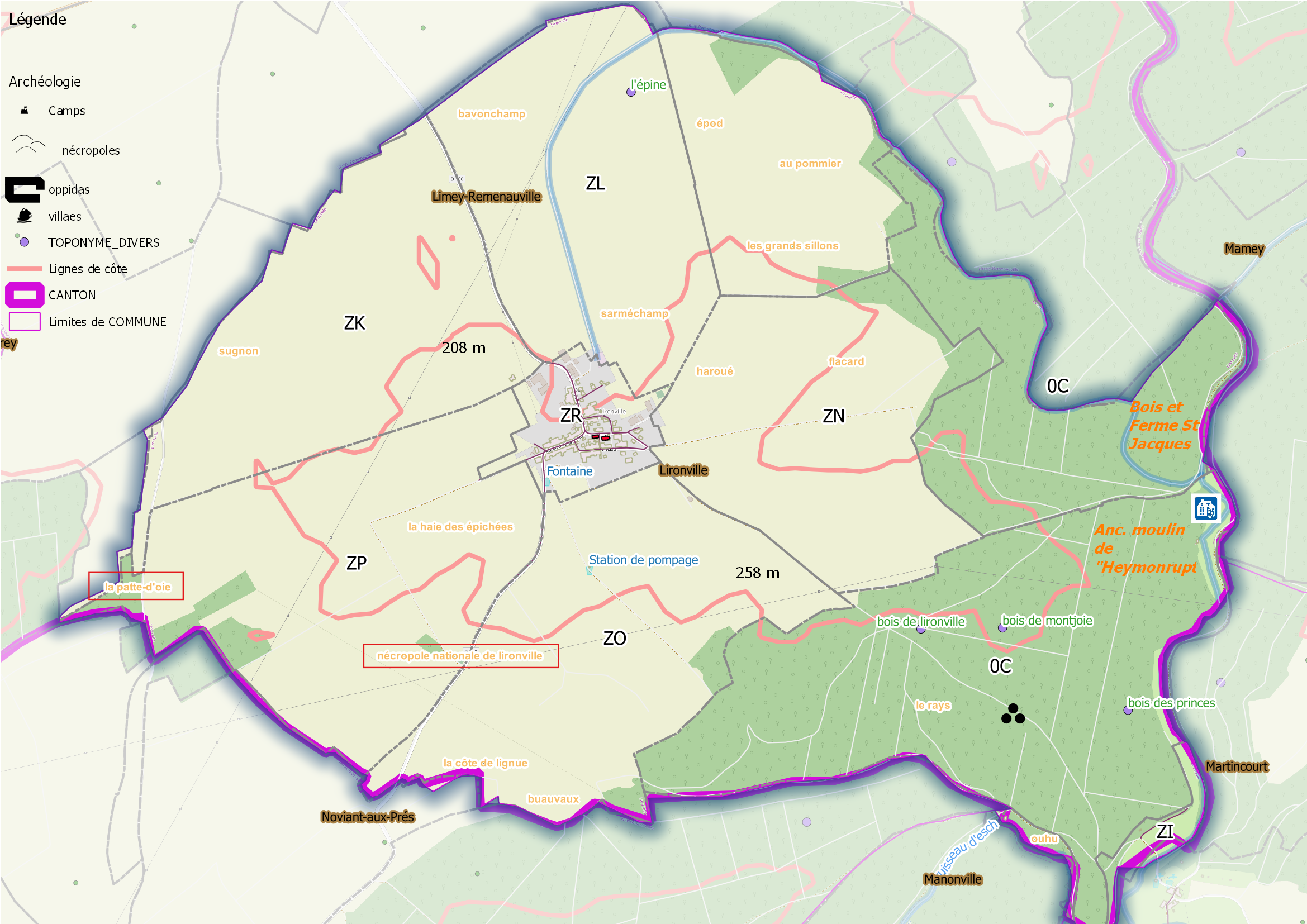
Fig. 1 - Lironville (ban communal).

D’après les données Corine land Cover, le ban communal de 898 hectares comportait en 2011,  66 % de zones agricoles et 30 % de forêts. Le territoire communal est arrosé par le Ruisseau d'Esche sur 300 mètres.

### communes limitrophes
| Limey-Remenauville | Limey-Remenauville | Mamey       |
| Limey-Remenauville | Lironville         | Martincourt |
| Noviant-aux-Prés   | Noviant-aux-Prés   | Martincourt |

### Hydrographie

#### Réseau hydrographique
La commune est dans le bassin versant du Rhin au sein du bassin Rhin-Meuse. Elle est drainée par le ruisseau d'Esche,.
L'Esch, d'une longueur de 46 km, prend sa source dans la commune de Geville et se jette  dans la Moselle à Blénod-lès-Pont-à-Mousson, après avoir traversé 19 communes. 

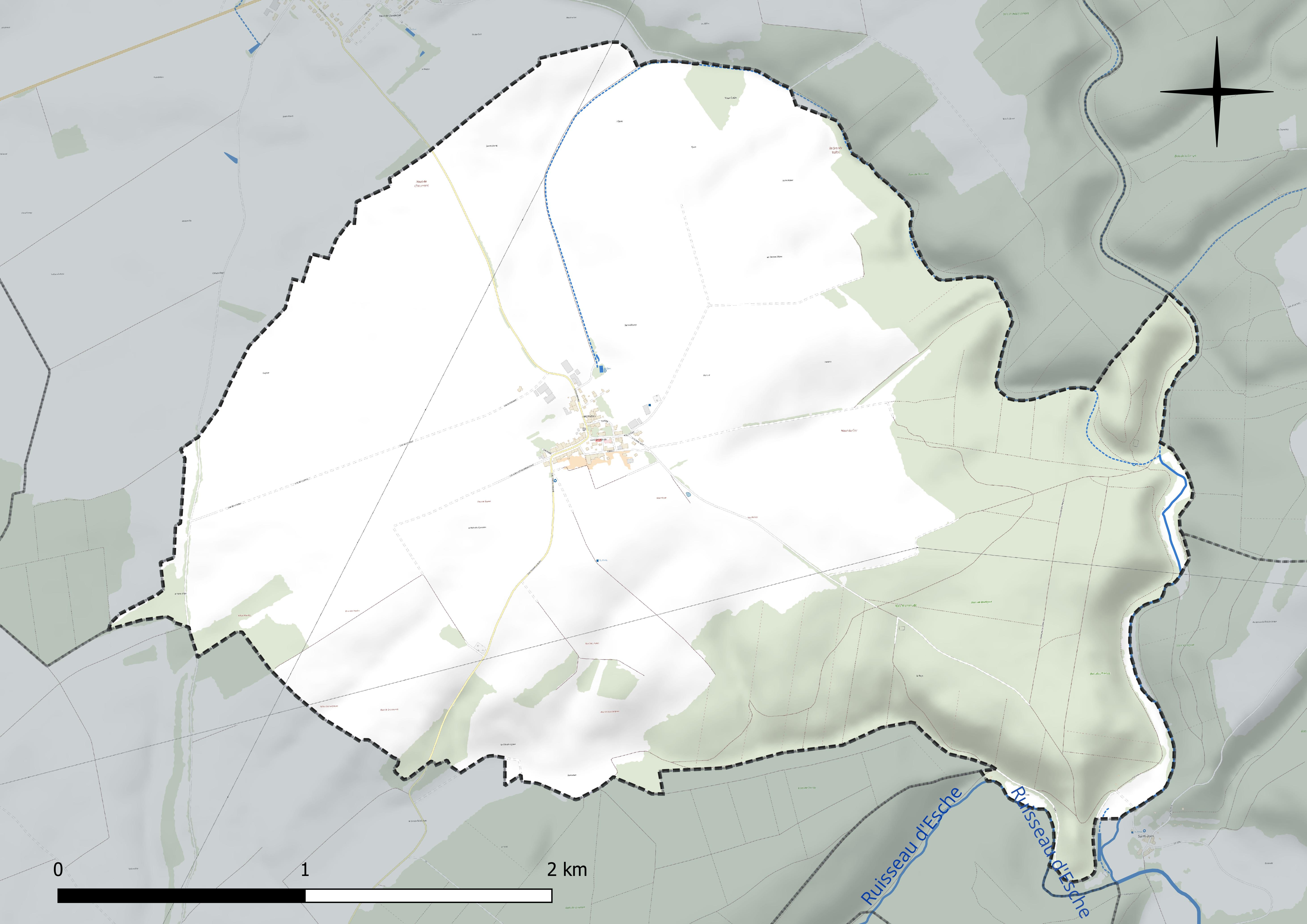
Réseau hydrographique de Lironville.

#### Gestion et qualité des eaux
Le territoire communal est couvert par le schéma d'aménagement et de gestion des eaux (SAGE) « Rupt de Mad, Esch, Trey ». Ce document de planification concerne les bassins versants du Rupt de Mad, de l’Esch et du Trey. Le périmètre a été arrêté le 2 juin 2014, la commission locale de l'eau (CLE) a été créée le 20 juin 2017, puis modifiée le 26 mars 20210. La structure porteuse de l'élaboration et de la mise en œuvre est le Parc naturel régional de Lorraine. 
La qualité des cours d’eau peut être consultée sur un site dédié géré par les agences de l’eau et l’Agence française pour la biodiversité. 

### Climat
Pour des articles plus généraux, voir Climat du Grand Est et Climat de Meurthe-et-Moselle.
En 2010, le climat de la commune est de type climat de montagne, selon une étude du Centre national de la recherche scientifique s'appuyant sur une série de données couvrant la période 1971-2000. En 2020, Météo-France publie une typologie des climats de la France métropolitaine dans laquelle la commune est dans une zone de transition entre le climat océanique altéré et le climat océanique altéré et est dans la région climatique  Lorraine, plateau de Langres, Morvan, caractérisée par un hiver rude (1,5 °C), des vents modérés et des brouillards fréquents en automne et hiver. 
Pour la période 1971-2000, la température annuelle moyenne est de 9,4 °C, avec une amplitude thermique annuelle de 16,9 °C. Le cumul annuel moyen de précipitations est de 837 mm, avec 12,4 jours de précipitations en janvier et 9,2 jours en juillet. Pour la période 1991-2020, la température moyenne annuelle observée sur la station météorologique de Météo-France la plus proche, « Nonsard », sur la commune de Nonsard-Lamarche à 13 km à vol d'oiseau, est de 10,7 °C et le cumul annuel moyen de précipitations est de 690,8 mm. 
La température maximale relevée sur cette station est de 40,1 °C, atteinte le 25 juillet 2019 ; la température minimale est de −17 °C, atteinte le 1er mars 2005,,. 
Les paramètres climatiques de la commune ont été estimés pour le milieu du siècle (2041-2070) selon différents scénarios d'émission de gaz à effet de serre à partir des nouvelles projections climatiques de référence DRIAS-2020. Ils sont consultables sur un site dédié publié par Météo-France en novembre 2022.

## Urbanisme

### Typologie
Au 1er janvier 2024, Lironville est catégorisée commune rurale à habitat dispersé, selon la nouvelle grille communale de densité à sept niveaux définie par l'Insee en 2022.
Elle est située hors unité urbaine. Par ailleurs la commune fait partie de l'aire d'attraction de Pont-à-Mousson, dont elle est une commune de la couronne,. Cette aire, qui regroupe 16 communes, est catégorisée dans les aires de moins de 50 000 habitants,.

### Occupation des sols

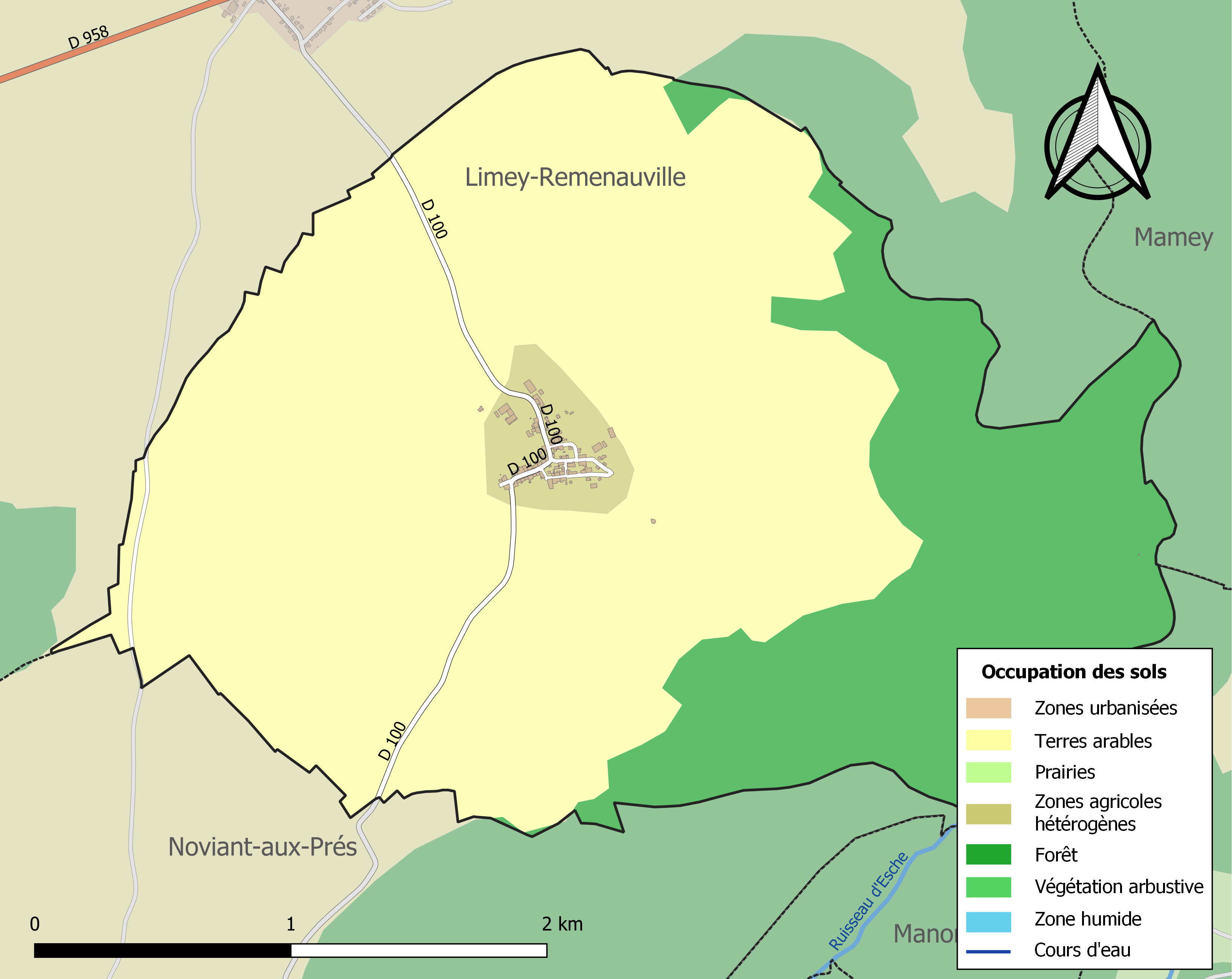
Carte des infrastructures et de l'occupation des sols de la commune en 2018 (CLC).

L'occupation des sols de la commune, telle qu'elle ressort de la base de données européenne d’occupation biophysique des sols Corine Land Cover (CLC), est marquée par l'importance des territoires agricoles (69,5 % en 2018), une proportion identique à celle de 1990 (69,5 %). La répartition détaillée en 2018 est la suivante : 
terres arables (66,5 %), forêts (30,5 %), zones agricoles hétérogènes (3 %), prairies (0,1 %).
L'IGN met par ailleurs à disposition un outil en ligne permettant de comparer l’évolution dans le temps de l’occupation des sols de la commune (ou de territoires à des échelles différentes). Plusieurs époques sont accessibles sous forme de cartes ou photos aériennes : la carte de Cassini (XVIIIe siècle), la carte d'état-major (1820-1866) et la période actuelle (1950 à aujourd'hui).

## Toponymie
Leronville (1283) ; Leronville-en-Helz (1308) ; Leronvilla (1402) ; Lyronville (1551) ; Lironville (1793) sont les graphies recensées par le Dictionnaire topographique du département de la Meurthe. Le village est cité sous la forme latinisée de Lironis-Villa

### Ecarts et lieux-dits
HEYMONRUPT, anc. moulin, commune de Lironville.
SAINT-JACQUES, éc. commune de Lironville
SAINT-REMY (LES), anc. gagnage au ban de Lironville, dont le revenu était employé au luminaire et aux fournitures de l'église

## Histoire
Beaupré signale dans son ouvrage sur la Meurthe-et-Moselle, un gisement de silex ouvrés entre la butte de Lironville et le chemin de Manonville, indiquant que les abords du site ont été fréquentés par l'homme en des temps très reculés.
Le lieu-dit Saint-Jacques semble avoir été occupé de manière continue depuis longtemps puisqu'un site de type éperon-barré et une nécropole mérovingienne y ont été signalés au XXe siècle

### Époque contemporaine
Terribles combats les 21/22 et 23 septembre 1914, au cours desquels 5 000 soldats français furent tués.
Le village fut totalement détruit[Quand ?].

## Population et société

### Démographie
L'évolution du nombre d'habitants est connue à travers les recensements de la population effectués dans la commune depuis 1793. Pour les communes de moins de 10 000 habitants, une enquête de recensement portant sur toute la population est réalisée tous les cinq ans, les populations de référence des années intermédiaires étant quant à elles estimées par interpolation ou extrapolation. Pour la commune, le premier recensement exhaustif entrant dans le cadre du nouveau dispositif a été réalisé en 2007.

En 2022, la commune comptait 131 habitants, en évolution de +2,34 % par rapport à 2016 (Meurthe-et-Moselle : −0,13 %, France hors Mayotte : +2,11 %).
| 1793 | 1800 | 1806 | 1821 | 1831 | 1836 | 1841 | 1846 | 1851 |
| ---- | ---- | ---- | ---- | ---- | ---- | ---- | ---- | ---- |
| 244  | 262  | 249  | 230  | 233  | 271  | 280  | 301  | 306  |

| 1856 | 1861 | 1872 | 1876 | 1881 | 1886 | 1891 | 1896 | 1901 |
| ---- | ---- | ---- | ---- | ---- | ---- | ---- | ---- | ---- |
| 316  | 294  | 266  | 253  | 228  | 212  | 204  | 207  | 199  |

| 1906 | 1911 | 1921 | 1926 | 1931 | 1936 | 1946 | 1954 | 1962 |
| ---- | ---- | ---- | ---- | ---- | ---- | ---- | ---- | ---- |
| 194  | 167  | 117  | 115  | 101  | 105  | 97   | 112  | 114  |

| 1968 | 1975 | 1982 | 1990 | 1999 | 2006 | 2007 | 2012 | 2017 |
| ---- | ---- | ---- | ---- | ---- | ---- | ---- | ---- | ---- |
| 110  | 84   | 84   | 95   | 82   | 105  | 108  | 116  | 129  |

| 2022 | - | - | - | - | - | - | - | - |
| ---- | - | - | - | - | - | - | - | - |
| 131  | - | - | - | - | - | - | - | - |

## Économie
Les historiens s'accordent à décrire une économie essentiellement agricole et faiblement viticole au XIXe siècle :  
« Surf. territ. 887 ha dont 628 hect. en terres lab., 12 en prés, 2 en vignes, 223 en bois. Culture du blé. Élevage de vaches laitières. »,

### Secteur primaire ouAgriculture
Le secteur primaire comprend, outre les exploitations agricoles et les élevages, les établissements liés à l’exploitation de la forêt et les pêcheurs.
D'après le recensement agricole 2010 du Ministère de l'agriculture (Agreste), la commune de Lironville était majoritairement orientée sur la production de céréales et d'oléagineux sur une surface agricole utilisée d'environ 707 hectares (au-delà de la surface cultivable communale) en légère hausse depuis 1988 - Le cheptel en unité de gros bétail s'est renforcé de 196 à 228 entre 1988 et 2010. Il n'y avait plus que 5 exploitations agricoles ayant leur siège dans la commune employant 7 unités de travail.

## Culture et patrimoine

### Lieux et monuments
- Le cimetière militaire français ; 416 Français ; 1 ossuaire (1914-1918).
- L'église Saint-Rémi, reconstruite après 1918.
- Quelques rares vestiges XVIIe du prieuré de Saint-Jacques-en-Forêt.

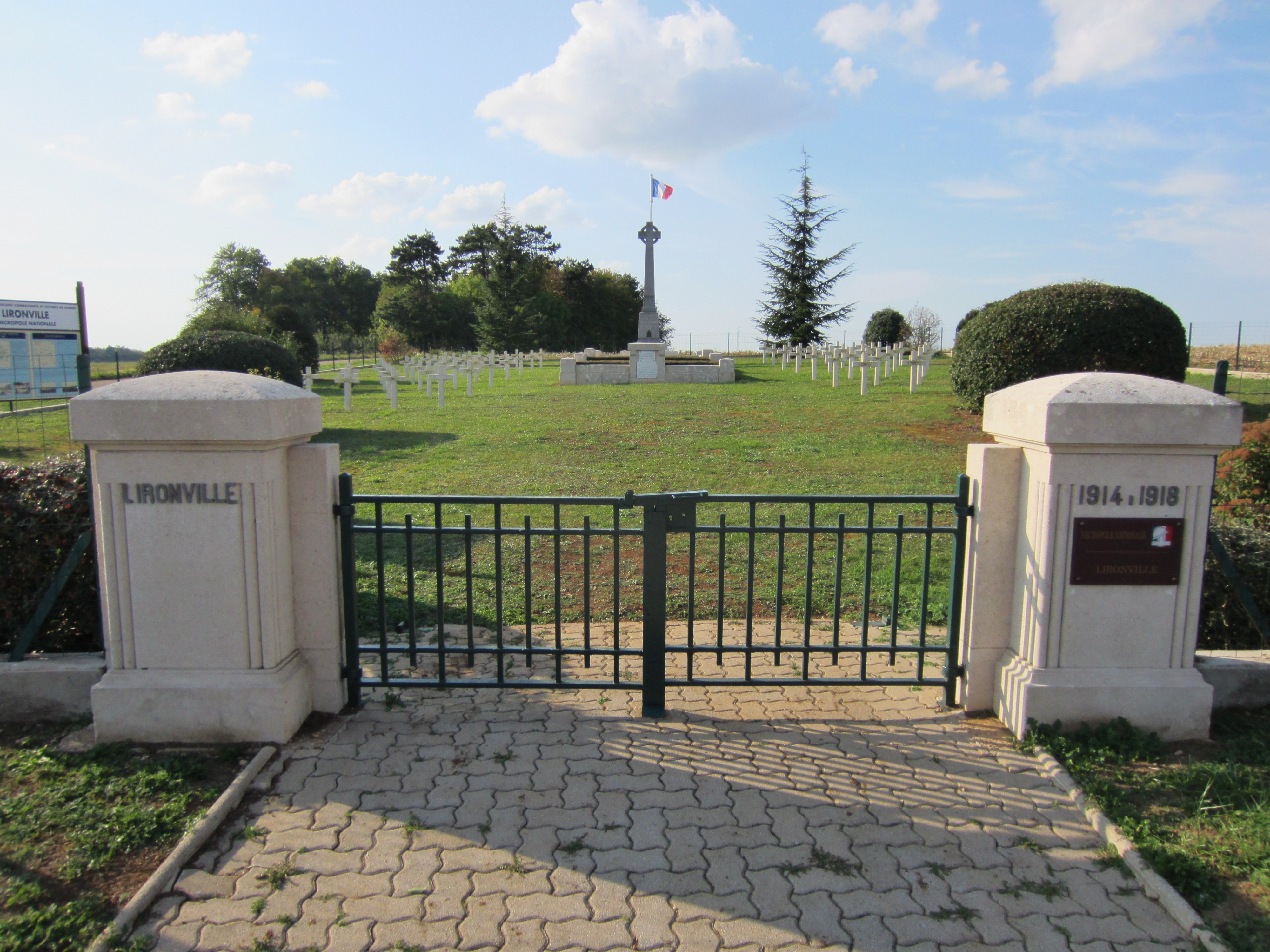
Le cimetière militaire français.
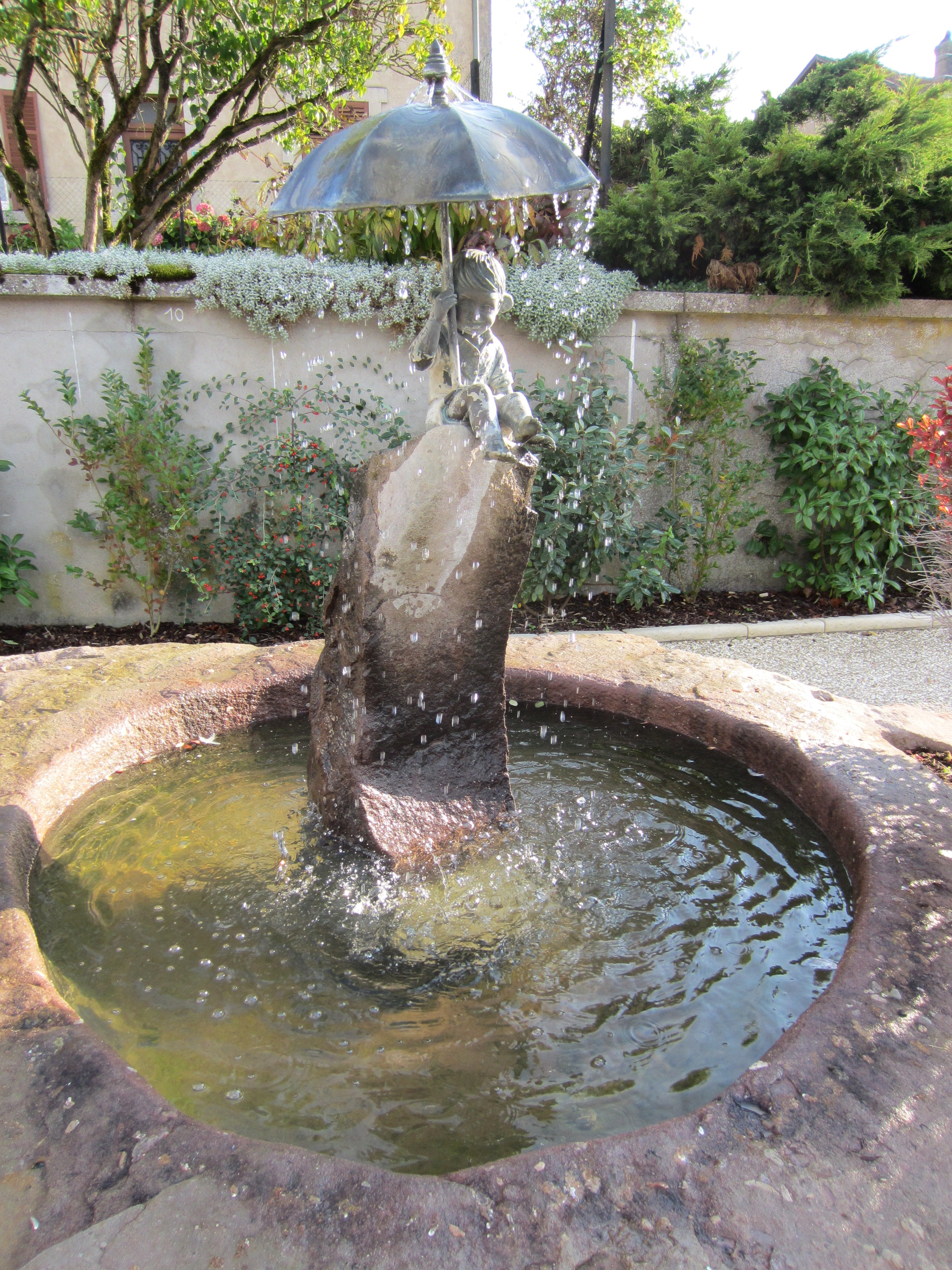
La fontaine.[Laquelle ?].

### Héraldique
| Blason de Lironville | Blason  | De gueules à la colombe d'argent tenant dans son bec la sainte ampoule d'or cantonnée de quatre lions d'argent armés, lampassés et couronnés d'or. |
| Blason de Lironville | Détails | Le duc de Lorraine était seigneur particulier de Lironville, mais parmi les seigneurs majeurs se trouva la famille de Beauvau, d'où les quatre lionceaux. Les couleurs et émaux ont été inversés pour pouvoir y placer la colombe à la Saint-Ampoule symbolisant saint Remi, patron de la paroisse. Le statut officiel du blason reste à déterminer. |